# Sleutelkaart

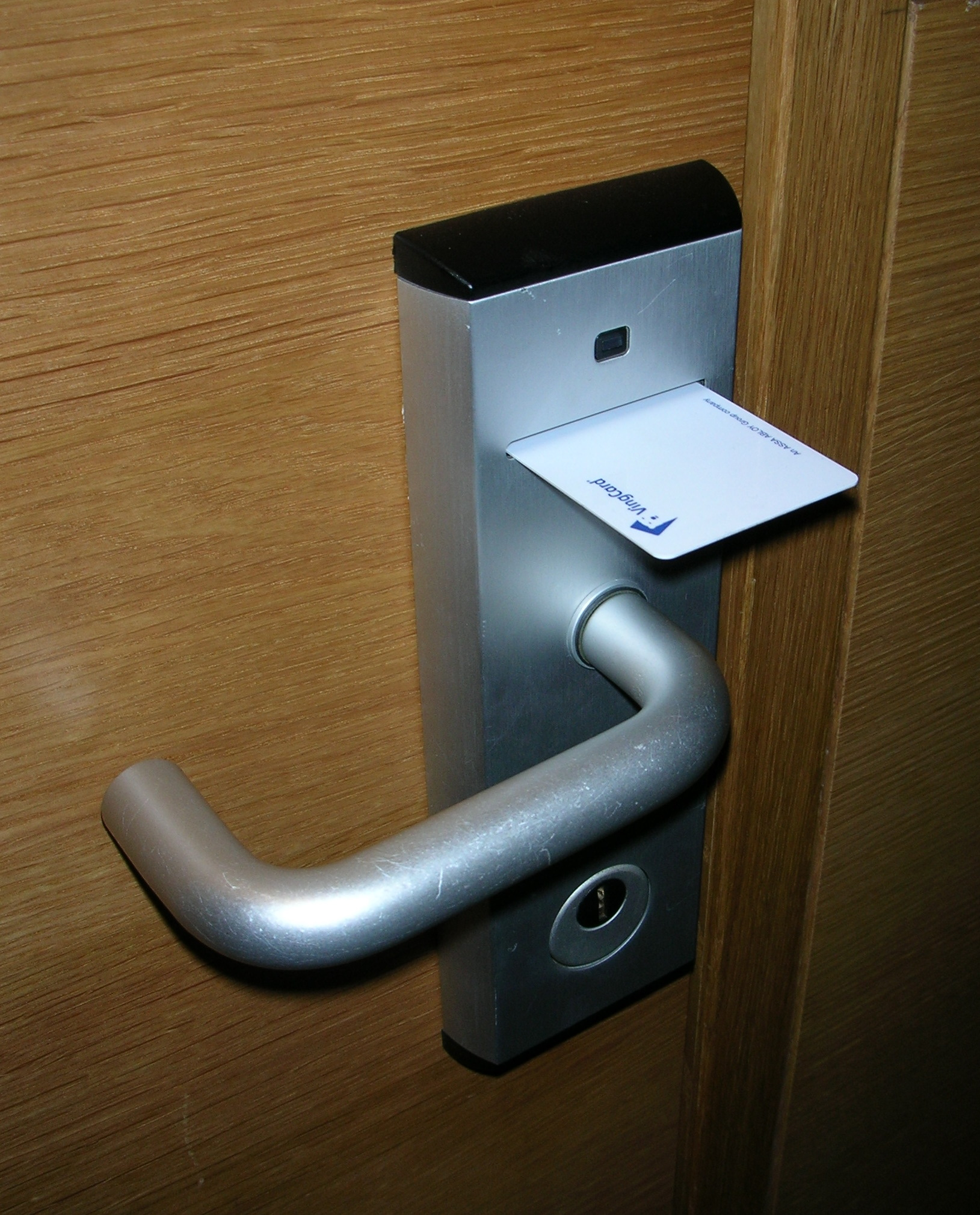
Sleutelkaartsysteem

Een sleutelkaart is een magnetische kaart die toegang verleent tot een bepaalde ruimte. Sleutelkaarten bevatten een magneetstrip, een ingebouwde chip of een streepjescode, die het ontsluitingsmechanisme in een slot in werking stelt. Ze worden regelmatig gebruikt ter afsluiting of ter beveiliging van hotelkamers, kluisjes en parkeergarages. Wel moet de gebruiker opletten waar het pasje wordt bewaard; als het naast een magneet wordt bewaard van bijvoorbeeld een telefoonhoesje, is er kans dat de magneetstrip ontregeld raakt en de deur niet meer wil openen